# Zhang Peixin
Zhang Peixin (18 de abril de 2001) es una deportista china que compitió en remo. Ganó una medalla de oro en el Campeonato Mundial de Remo en Sala de 2022, en la prueba de 2000 m.

## Palmarés internacional
| Campeonato Mundial | Campeonato Mundial | Campeonato Mundial | Campeonato Mundial |
| Año                | Lugar              | Medalla            | Prueba             |
| ------------------ | ------------------ | ------------------ | ------------------ |
| 2022               | Sede virtual       | Medalla de oro     | 2000 m             |